# Langmahdhalde
Langmahdhalde ist der Name einer archäologischen Fundstelle im Lonetal bei Stetten ob Lontal auf der Schwäbischen Alb. Sie befindet sich an einem Felsüberhang und wurde von 2016 bis 2024 durch Mitarbeiter der Universität Tübingen und Studierende ausgegraben. Sie enthält archäologische Fundschichten aus dem Frühmittelalter, der Römischen Kaiser- und frühen Eisenzeit, dem Neolithikum, Mesolithikum, Magdalénien und Mittelpaläolithikum.
Mit ihrer ungestörten Schichtenfolge gilt die Langmahdhalde als hochwertige Referenzfundstelle für die Erforschung der Subsistenzstrategien von Jäger-und-Sammler-Gruppen im späten Jungpaläolithikum sowie der damals herrschenden Umwelt- und Klimabedingungen.

## Geographische Lage und Topographie
Die Langmahdhalde liegt am Fuß eines rund 30 m langen und 10 m hohen Kalksteinstotzens, der sich in der Nähe der Vogelherdhöhle an der rechten Talflanke des Lonetals befindet. An der nach Westen orientierten, fast senkrecht aufragenden Felswand befinden sich drei Überhänge, die Schutz vor Witterungseinflüssen bieten. Nur aus nordöstlicher Richtung ist der Fels ohne Klettersicherung begehbar.

## Forschungsgeschichte

### Entdeckung
Entdeckt wurde die Fundstelle von dem ehemaligen Schulleiter und Höhlensucher Hermann Glatzle. Er hatte bei Geländebegehungen im Lonetal bis Ende 2015 mehr als 200 möglicherweise archäologisch relevante Erdlöcher, Felsspalten und -überhänge erfasst und kartiert und die Daten dem Landesamt für Denkmalpflege Baden-Württemberg sowie dem Institut für Ur- und Frühgeschichte und Archäologie des Mittelalters der Eberhard Karls Universität Tübingen zur Verfügung gestellt. 2016 wurde Glatzle für seine langjährige ehrenamtliche Tätigkeit mit dem Archäologiepreis Baden-Württemberg ausgezeichnet.

### Grabungsschnitt 1
Im Mai 2016 wurden an der Langmahdhalde zwei Probeschnitte angelegt. Der im südlichen Bereich eingebrachte Grabungsschnitt 1 mit Abmessungen von 3 m × 1 m und einer Tiefe von knapp 2 m erbrachte keine Befunde und nur wenige Einzelfunde. Aus den fünf geologischen Horizonten konnten 11 Knochen, 22 lithische Artefakte und 17 weitere Funde geborgen werden. Aufgrund der geringen Funddichte wurde der Schnitt zum Ende der Kampagne wieder verfüllt.

### Hauptgrabungsfläche

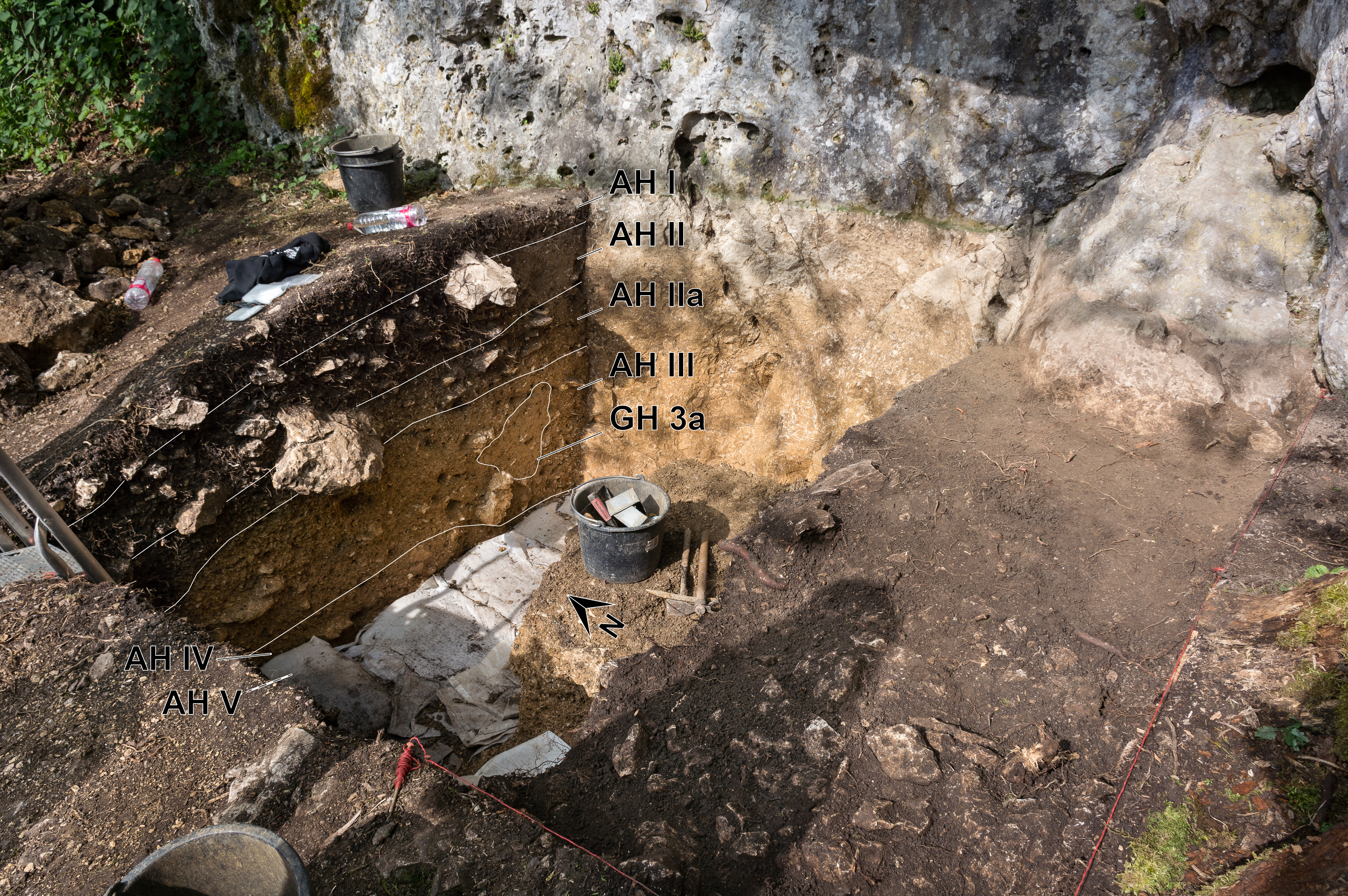
Das Nordprofil im Grabungsschnitt 2 (2016)

Die Hauptgrabungsfläche befand sich am nördlichen Ende der Felswand. Sie ergab sich aus dem Grabungsschnitt 2, der auf eine Fläche von 3 m × 3 m ausgeweitet und bis in 1,5 m Tiefe ergraben wurde. In der stratigraphischen Abfolge entsprechen die ersten 9 archäologischen Horizonte (AH) weitestgehend den jeweiligen geologischen Horizonten (GH). Bereits in dem auf die Humusschicht folgenden GH 2/AH II fanden sich rund 350 lithische Artefakte und 100 Tierknochen mit Schnitt- und Schlagspuren sowie zerscherbte Keramik, die zum Teil als neolithisch angesprochen werden kann, überwiegend jedoch aus der frühen Eisenzeit stammt. Die Schichten GH 2a/AH IIa enthielten frühmesolithische Steinartefakte mit charakteristischer rötlicher Färbung und feinem Glanz, die beim Tempern von Feuerstein entstehen. Die darauffolgende Schicht GH3/AHIII enthielt nur sehr kleine Steinartefakte und wenige Einzelfunde; das Alter von 14379–14088 cal. BP deutet auf eine Begehung der Langmahdhalde im Endpaläolithikum hin. In GH 4/AH IV stieß man auf eine Feuerstelle mit einigen durch Hitzeeinwirkung rötlich verfärbten Kalksteinen. Durch die dunklen Knochen- und Holzkohlen zeichnete sich dieser ovale Bereich mit etwa 1 m Durchmesser deutlich im umgebenden Sediment ab. Das Alter eines Holzkohlestücks konnte mit der Radiokarbonmethode auf 15291–15159 cal. BP bestimmt werden. Auch die Typologie der Steinartefakte zeigt eine Nutzung der Langmahdhalde während des Magdalenién an.
2017 wurde die Grabungsfläche in westlicher Richtung auf eine Größe von ca. 18 m² erweitert. Die warmzeitlichen Horizonte GH 1/AH I, GH 2/AH II und GH 2a/AH IIa erbrachten dabei 1170 Steinartefakte (75 % davon stammen aus dem Mesolithikum) sowie 63 keramische Scherben und Knochen von Wildschwein, Damhirsch, Rothirsch und Reh. Im GH 5/AH V setzte sich die Feuerstelle aus GH 4/A IV fort, zwei weitere Feuerstellen wurden angeschnitten. 3511 lithischen Artefakte sowie 271 einzelne Faunenreste und eine große Anzahl an Knochenbruchstücken bildeten das Inventar der magdalénienzeitlichen Straten. Alle Horizonte unterhalb des AH IIa enthielten Knochen von überwiegend pleistozänen Tierarten wie Mammut, Pferd, Ren, Steinbock, Höhlenlöwe, Eisfuchs, Hase und Schneehuhn sowie eine sehr hohe Zahl an Kleinsäugerresten.

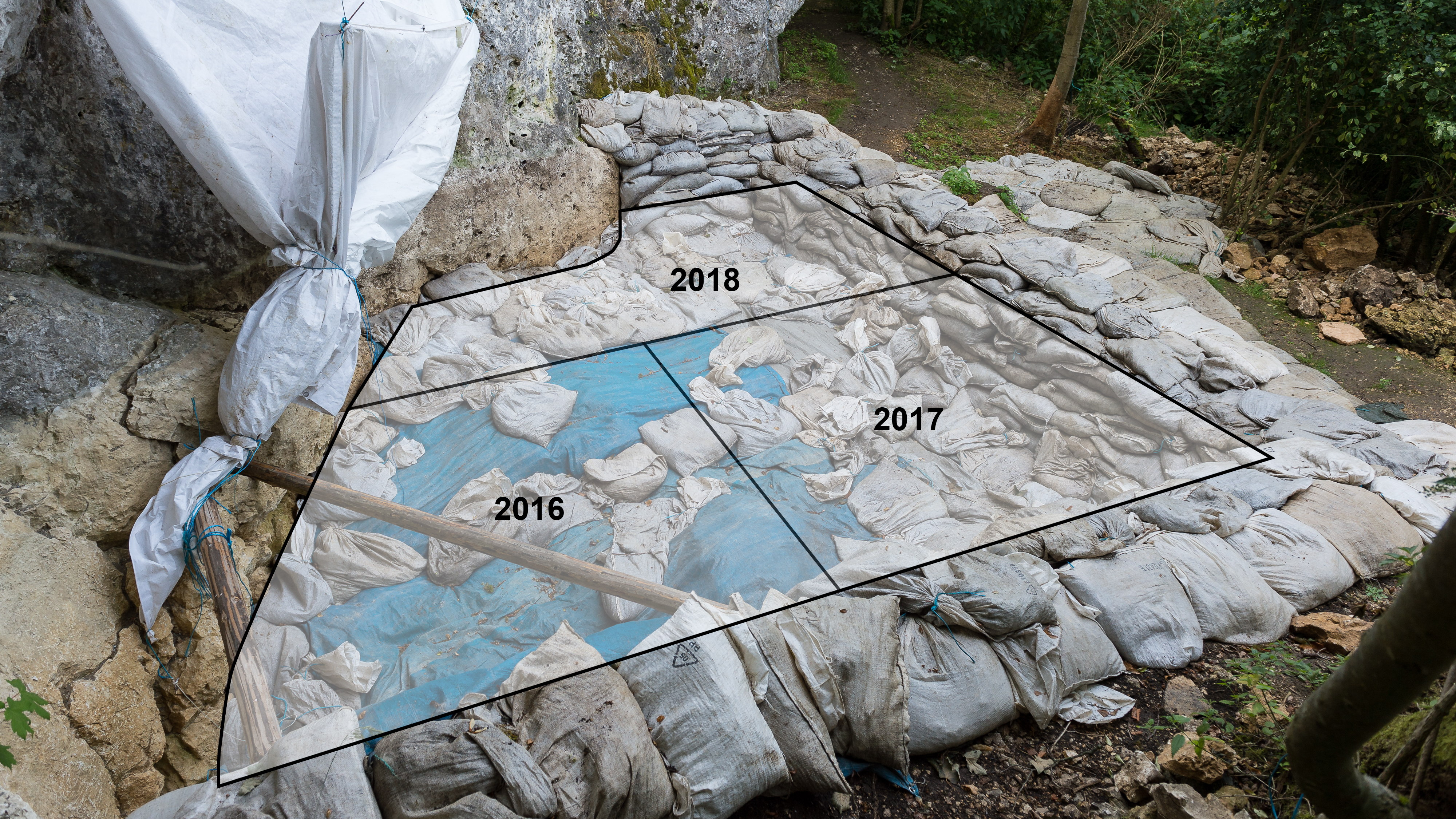
Das Planum wurde bis 2018 auf eine Fläche von rund 30 m² erweitert

Im darauffolgenden Jahr wurde das Planum nach Süden auf eine Fläche von knapp 30 m² vergrößert. Bis in eine Tiefe von 3,5 m ließen sich 17 geologische und 10 archäologische Schichten unterscheiden, von denen GH 4/AH IV bis GH 9/AH IX in das Magdalénien fallen und GH 5/AH V die Hauptfundschicht darstellt. Sie lieferte 6 potenzielle Feuerstellen unterschiedlicher Größe und Nutzungsdauer sowie Knochenkohle, 300 Faunenreste und 66 % (5465 Stück) aller Steinartefakte dieser Zeitstellung. Zahlreiche kleine Abfallstücke wiesen zwei Stellen des Fundplatzes als Aktivitätszonen zur Steinbearbeitung aus. Als Rohmaterial kamen überwiegend lokaler Jurahornstein, tertiärer Hornstein aus dem 50 km entfernten Randecker Maar und schwarzer Radiolarit zum Einsatz. Das lithische Inventar umfasst eine große Anzahl Kerne, Grundformen und Werkzeuge wie Rückenmesser, Lacan-Stichel und Kratzer. Wegen der geringen Größe des Abris und der hohen Zahl an Befunden geht man davon aus, dass die Langmahdhalde zwischen etwa 16.500 und 14.100 Jahren vor heute wiederholt von kleineren Jäger-Sammler-Gruppen als Jagdlager genutzt wurde. Vereinzelte kurze Aufenthalte gab es laut einer 2024 veröffentlichten Studie bereits kurz nach dem Letzten Glazialen Maximum (LGM) vor etwa 17.900–17.000 Jahren cal. BP.
In einem 2020 angelegten, 1,5 m tiefen Sondierschnitt im Zentrum der Grabungsfläche wurden 8 weitere geologische Horizonte aufgedeckt. Mit einem Alter zwischen ca. 17.000 und 27.000 Jahren cal. BP stammen GH 10 bis GH 17 aus der Zeit des LGM. Sie sind weitgehend fundleer, was dafür spricht, dass auch das Lonetal aufgrund der extremen klimatischen Bedingungen während dieser Zeit nicht von Menschen begangen wurde. Eine rotbraune tonige Schicht an der Unterkante des GH 17 bildet die Grenze zu einer Änderung in der Geologie: Die folgenden Horizonte bestehen zum großen Teil aus in schluffiges, braungelbes Sediment eingebettetem Kalkschutt und großen Gesteinsblöcken. Die Glättungen an einigen Kalkschuttfragmenten könnten durch Bärenschliff entstanden sein. Mit zunehmender Tiefe stieg die Zahl der Faunenreste wieder an. Diese tragen zwar keine Bearbeitungsspuren, bei den aufgedeckten Holz- und Knochenkohlebröseln könnte es sich jedoch um Hinterlassenschaften von menschlicher Begehung handeln. In mehr als 5 m Tiefe wurde mit GH 24/AH X eine erste mittelpaläolithische Schicht freigelegt, die Levallois-Abschläge und weitere Steinartefakte enthielt. Sie bestehen aus den gleichen lokalen Rohmaterialien wie Funde aus der benachbarten Vogelherdhöhle. Da die Grabungsfläche in dieser Tiefe bereits auf 1 qm Größe eingeschränkt war, mussten 2023 störende Kalksteinblöcke abgebaggert werden.
Im Juni 2024 wurden die Ausgrabungen in 6 m Tiefe beendet und die Fundstelle verfüllt.

### Paläoumwelt und -klima

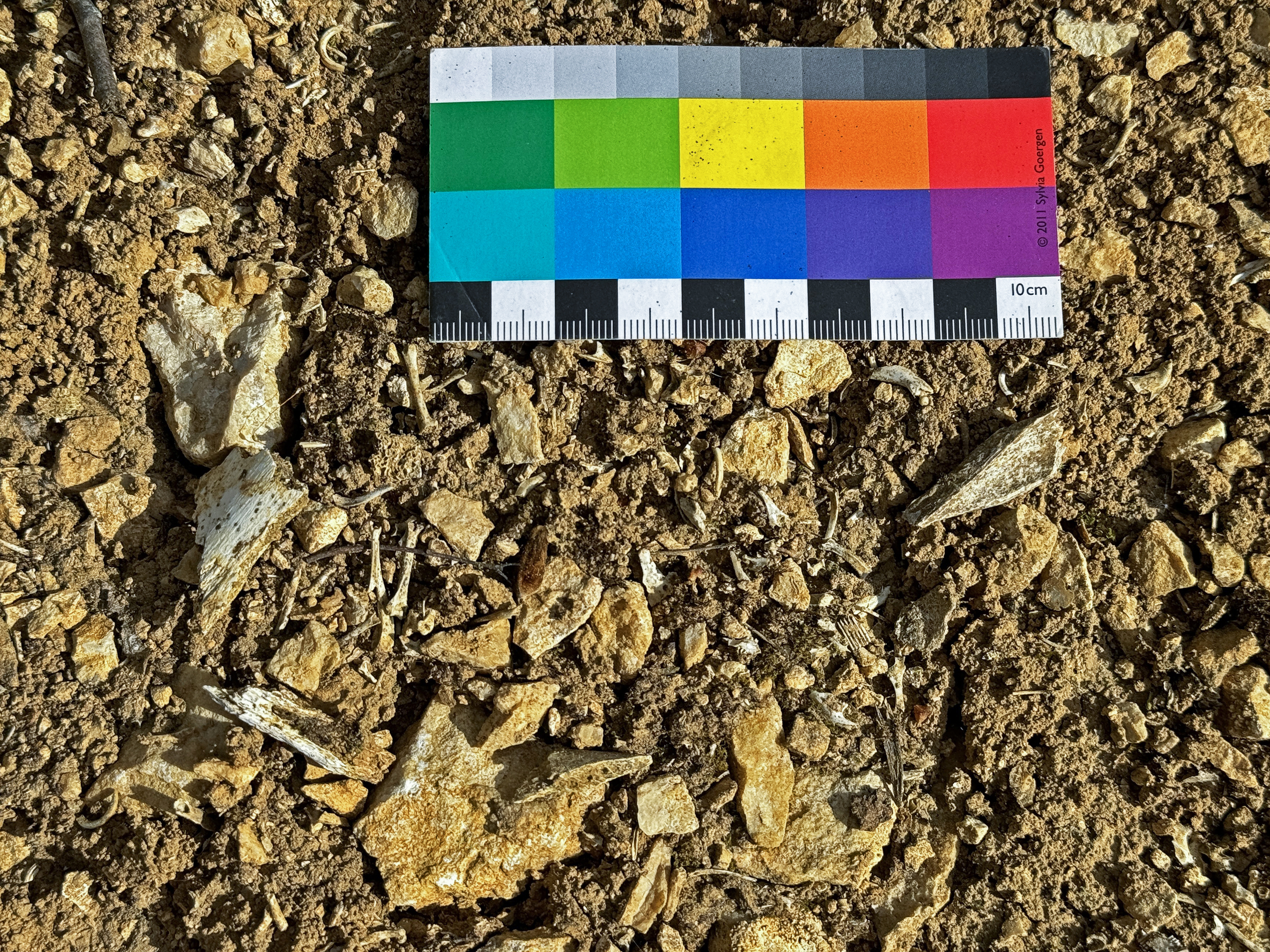
Von Regenwasser freigespülte Knochenbruchstücke sowie Knochen und Zähne von Kleinsäugern

Die umfangreichen Kleinsäugerreste der Fundstelle bilden eine aussagekräftige Basis zur Rekonstruktion des Klimas und der Umweltbedingungen, die im späten Jungpaläolithikum auf der Schwäbischen Alb geherrscht haben. Die Schlämmreste der eiszeitlichen Sedimente lieferten über 400.000 Knochen und Zähne von Nagetieren und Insektenfressern wie z. B. Spitzmaus, Rötelmaus und Halsbandlemming. Diese Arten eignen sich für bioklimatische Analysen, da sie durch eine verhältnismäßig geringe Lebenserwartung und hohe Fertilität bzw. variable Populationsdynamik in der Lage sind, sich schnell an Änderungen von Klima und Umwelt anzupassen. In Verbindung mit Isotopenuntersuchungen an Pferde- und Rentierknochen ließ sich eine offene, heterogene Tundrenlandschaft mit stellenweiser Bewaldung nachzeichnen. Verglichen mit heutigen Kältesteppen kann von längeren Vegetationsperioden und häufigeren Niederschlägen sowie einer größeren Artenvielfalt ausgegangen werden. Es herrschte polares Klima mit kürzeren, wärmeren Wintern als heute.